# Байнёво
Байнёво — деревня в Валдайском районе Новгородской области России. Входит в состав Рощинского сельского поселения.

## География
Деревня находится в юго-восточной части Новгородской области, в зоне хвойно-широколиственных лесов, на северо-восточном берегу озера Байнёвское, к востоку от автотрассы М10 и к западу от федеральной автомобильной дороги М11, на расстоянии примерно 12 километров (по прямой) к северо-востоку от города Валдай, административного центра района. Абсолютная высота — 223 м над уровнем моря.

### Часовой пояс
Деревня Байнёво, как и вся Новгородская область, находится в часовой зоне МСК (московское время). Смещение применяемого времени относительно UTC составляет +3:00.

## Население
| 2010 |
| ---- |
| 11   |

### Половой состав
По данным Всероссийской переписи населения 2010 года, в гендерной структуре населения мужчины составляли 36,4 %, женщины — соответственно 63,6 %.

### Национальный состав
Согласно результатам переписи 2002 года, в национальной структуре населения русские составляли 100 % из 25 чел.